# Noise rock
Az noise rock (más néven noise zene, vagy egyszerűen noise) a rockzene egyik műfaja, amely az 1980-as években jött létre és széles körben elterjedt az 1990-es években. Az noise rock számos alműfajból áll, melyek az 1980-as években a indie rockból vált ki. Az alternatív rock alműfajai a grunge, a shoegaze, a math rock és a noise pop. Ezek mind a punk stílusára és magatartásformájára építkeznek, ami az 1970-es években fektette le a műfaj alapjait.

## Jellegzetességei
Bár nincs egészében, minden alternatív rock zenére általánosságában jellemző zenei stílus, ennek ellenére a The New York Times 1989-ben azt állította, hogy a műfaj "mindenekelőtt gitárzene, amely főleg kvint hangközt (power chord-ot) és csilingelő riffeket használ, zümmög és sípol a Larsen-effekttől".

## Jelentős képviselői

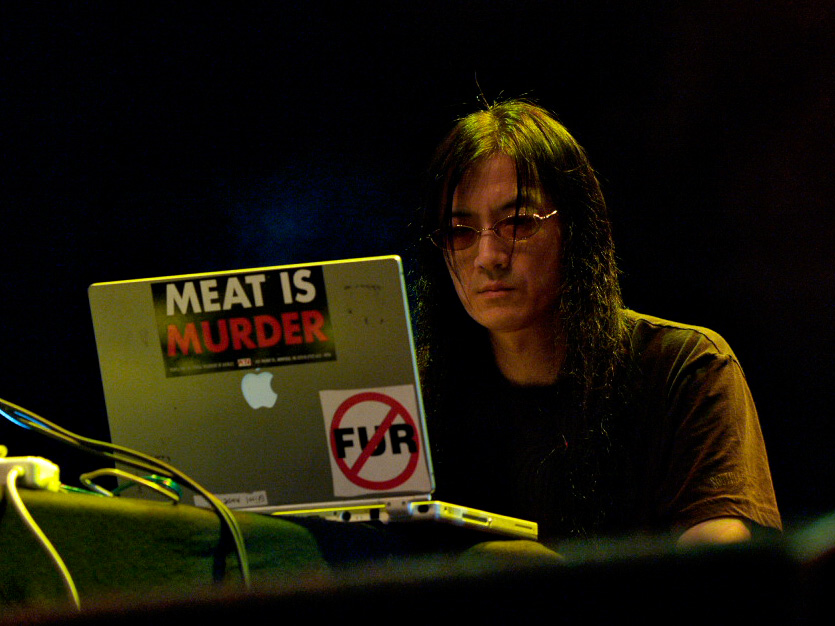
Merzbow

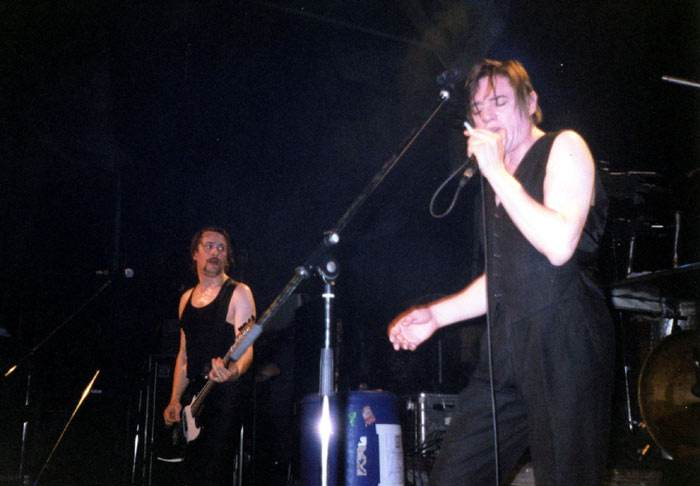
Einstürzende Neubauten

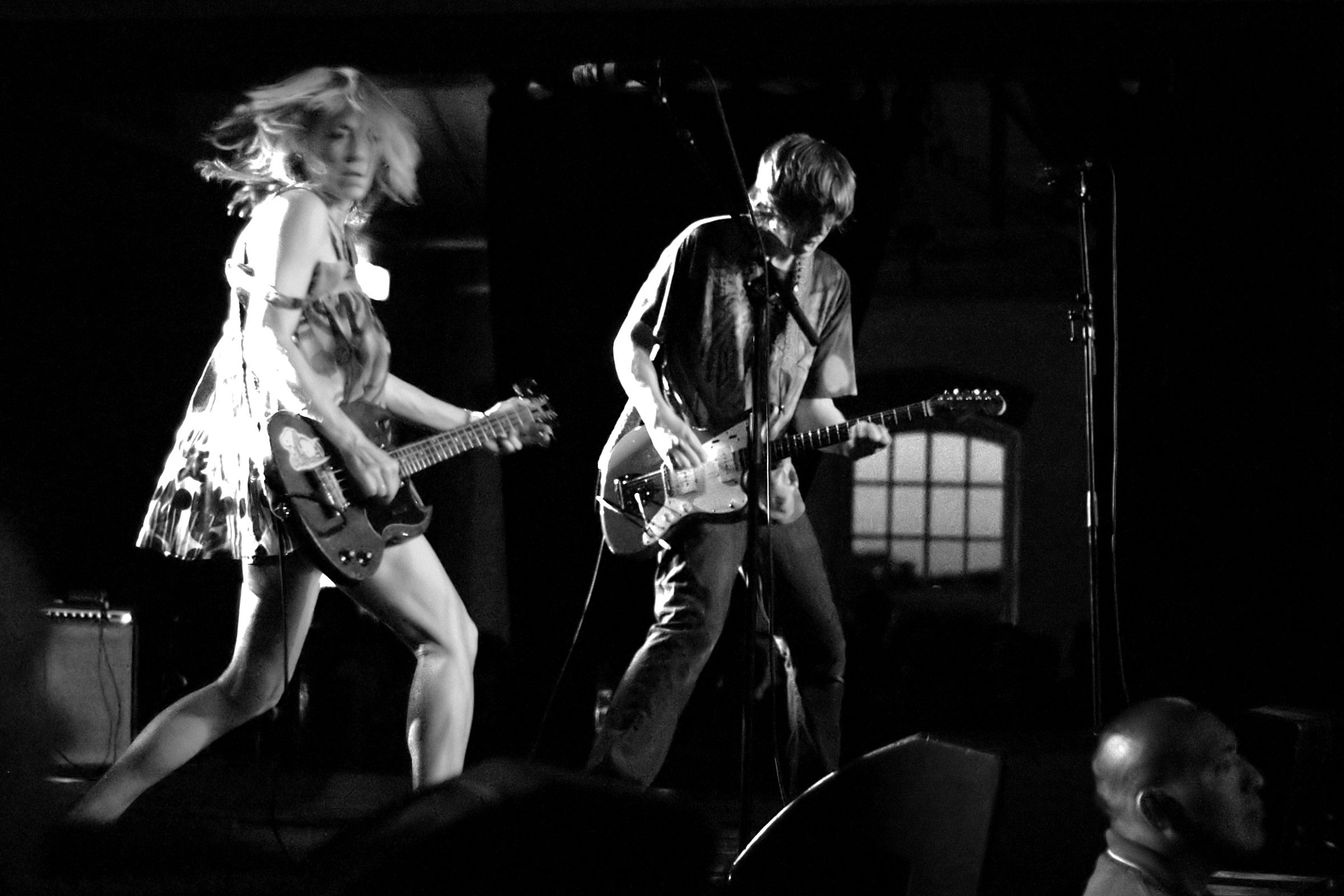
Sonic Youth

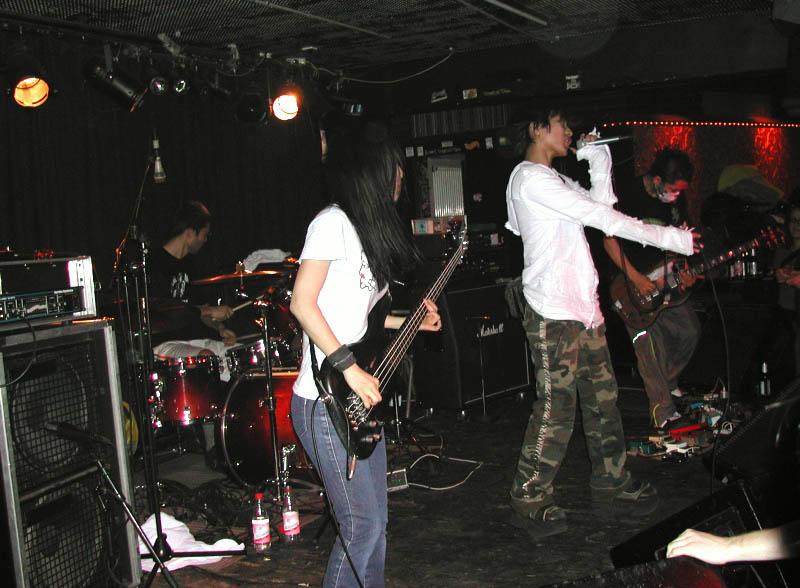
Melt-Banana

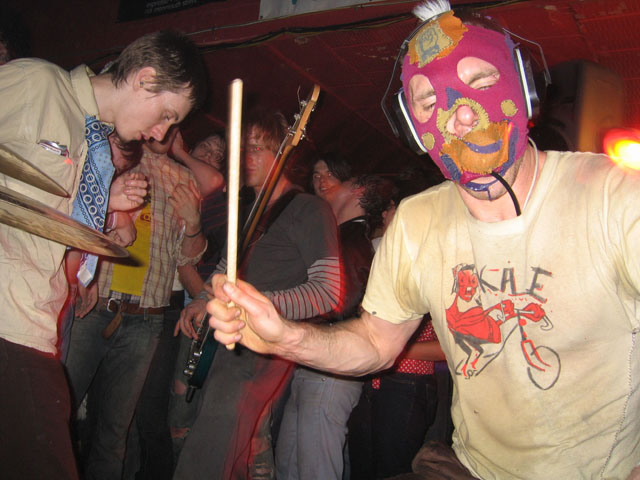
Lightning Bolt

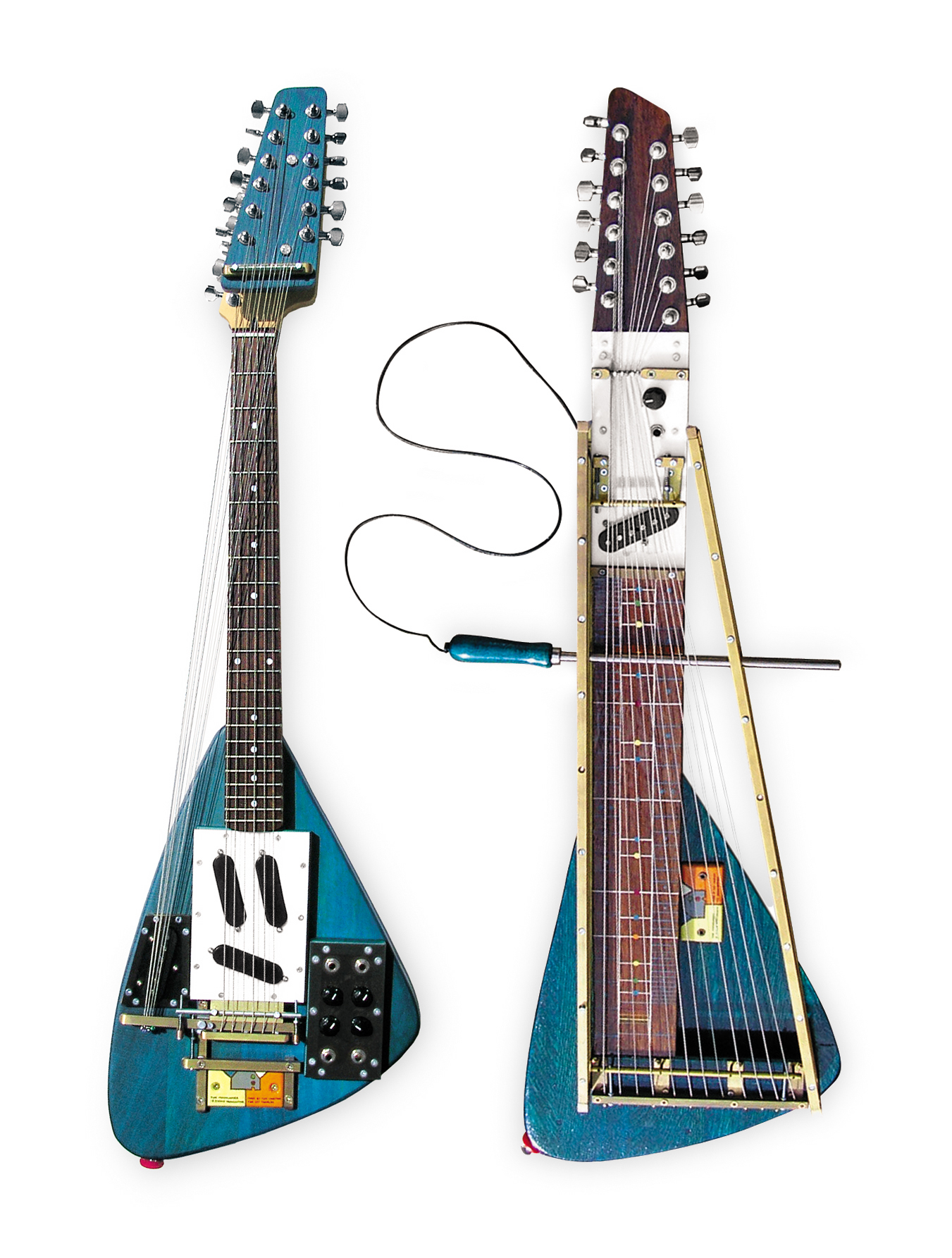
Moonlander & Moodswinger, Yuri Landman

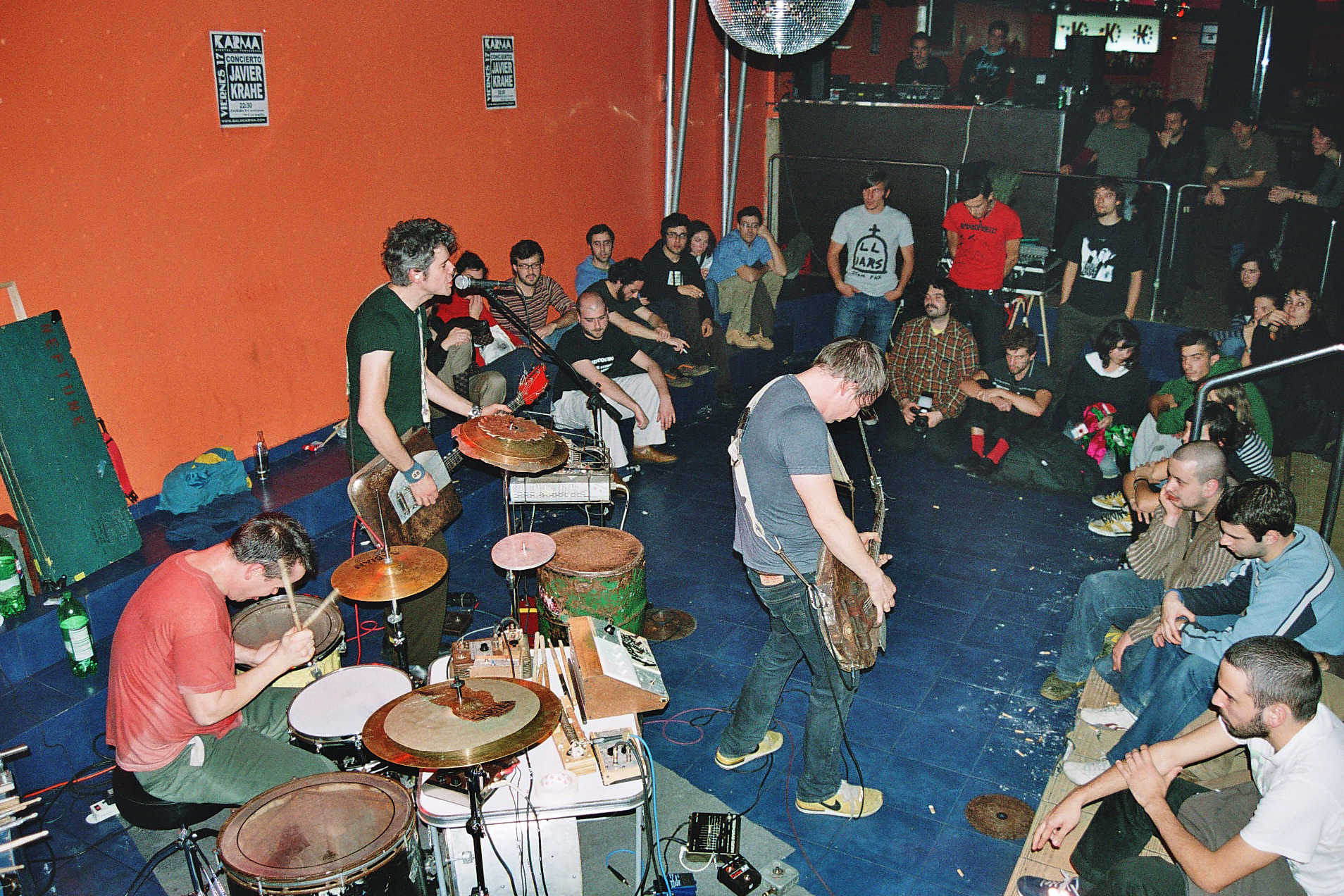
Neptune

- Butthole Surfers
- Big Black
- Black Dice
- The Ex
- Fugazi
- Half Japanese
- Liars
- Lightning Bolt
- Melt-Banana
- Health
- Shellac
- Sonic Youth
- The Cows
- Hammerhead
- Vaz
- Amphetamine Reptile Records

## Fordítás
- Ez a szócikk részben vagy egészben  a   Noise rock című angol Wikipédia-szócikk fordításán alapul.  Az eredeti cikk szerkesztőit annak laptörténete sorolja fel. Ez a jelzés csupán a megfogalmazás eredetét és a szerzői jogokat jelzi, nem szolgál a cikkben szereplő információk forrásmegjelöléseként.